# Anthony Quinn
Anthony Quinn, pseudonimo di Manuel Antonio Rodolfo Quinn-Oaxaca (Chihuahua, 21 aprile 1915 – Boston, 3 giugno 2001), è stato un attore messicano naturalizzato statunitense.
Caratterista dal fisico imponente e dai lineamenti rudi, nell'arco di una carriera lunga oltre 60 anni deve la sua notorietà all'interpretazione di personaggi "improntati a una virilità brutale ed elementare". Ha lavorato in numerosi film di successo sia a Hollywood che a Cinecittà, ottenendo due premi Oscar come miglior attore non protagonista: nel 1953 per l'interpretazione di Eufemio Zapata, fratello del rivoluzionario messicano Emiliano Zapata nel film Viva Zapata! (regia di Elia Kazan, con Marlon Brando), e nel 1957 per l'interpretazione del pittore Paul Gauguin in Brama di vivere, per la regia di Vincente Minnelli.
Girò tra gli anni cinquanta e sessanta altre celebri pellicole, come La strada (1954) di Federico Fellini, Ombre bianche (1959) di Nicholas Ray, Lawrence d'Arabia (1962) di David Lean; tuttavia il suo ruolo più noto è indubbiamente quello del protagonista di Zorba il greco (1964), di Michael Cacoyannis, una delle due candidature all'Oscar come miglior attore protagonista, dopo Selvaggio è il vento (1958). L'ultima sua notevole interpretazione, in una carriera che dagli anni settanta lo vide interprete in ruoli stereotipati e produzioni televisive di medio livello, è con Spike Lee in Jungle Fever (1991).

## Biografia

### Infanzia e primi lavori
Quinn nacque a Chihuahua, Messico, durante la Rivoluzione messicana. Sua madre, Manuela "Nellie" Oaxaca, aveva origini azteche. Il padre, Francisco Quinn, anch'egli nato in Messico, era per metà irlandese e maya, una combinazione che al figlio avrebbe in seguito permesso di interpretare ruoli di varie etnie; suo padre morì in un incidente in moto quando lui aveva 9 anni. Anthony crebbe a Boyle Heights, nei pressi di Los Angeles; abbandonò presto la scuola (molto più avanti, negli anni novanta, ricevette il suo primo diploma dalla scuola superiore di Tucson) e si diede alla boxe ed alla pittura prima di intraprendere la carriera di attore.

### Recitazione

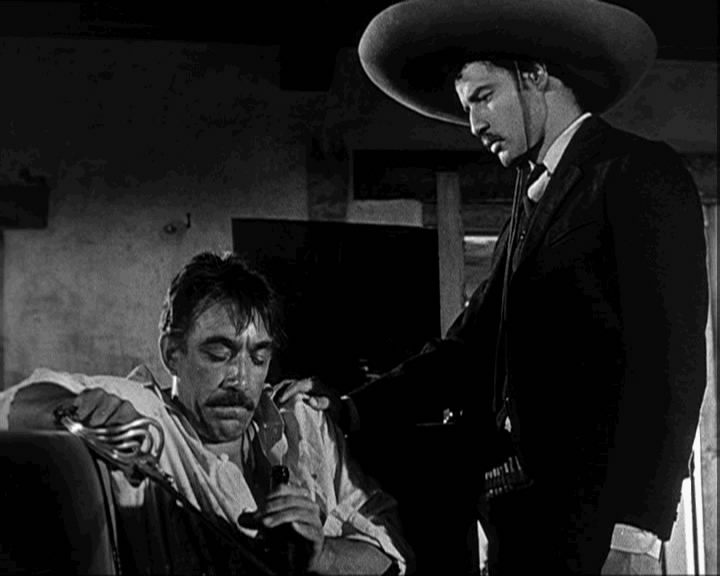
Anthony Quinn con Marlon Brando nel trailer del film Viva Zapata! (1952)

Dopo una breve esperienza in teatro, Quinn cominciò la sua carriera cinematografica nel 1936, interpretando personaggi marginali in diverse pellicole, tra cui Parole! (il suo debutto) e La via lattea (1936) di Leo McCarey. Rimase poi relegato a ruoli "etnici" nelle pellicole della Paramount per buona parte degli anni quaranta.
Con più di 50 film al suo attivo, nel 1947 era già un veterano dello schermo ed aveva recitato come indiano, mafioso, hawaiiano, indipendentista filippino, guerrigliero cinese, sceicco arabo (ma in toni umoristici) e non era ancora diventato famoso; perciò tornò al teatro, dove per tre anni ebbe un discreto successo interpretando a Broadway ruoli come Stanley Kowalski in Un tram che si chiama desiderio, lo stesso personaggio che darà la fama a Marlon Brando.
Tornò sugli schermi agli inizi degli anni cinquanta, principalmente in film di serie B come  La maschera del vendicatore (1951) di Phil Karlson, ma nel 1952 riuscì a partecipare al film Viva Zapata! (1952) di Elia Kazan, recitando accanto a Marlon Brando: la sua interpretazione come fratello di Emiliano Zapata gli fruttò il suo primo premio Oscar (come miglior attore non protagonista) e, da quel momento in poi, gli saranno assegnati ruoli ben più significativi.

### A Cinecittà

Anthony Quinn con Giulietta Masina in una scena de La strada (1954)

Trasferitosi in Italia nel 1953, recitò in molti film prodotti a Cinecittà, tra cui  Ulisse (1954) di Mario Camerini, nel ruolo di Antinoo, e diede una delle sue migliori interpretazioni, nel ruolo del rozzo e forzuto Zampanò, ne La strada (1954) di Federico Fellini, al fianco di Giulietta Masina.
Tornato in patria, nel 1956 vinse il suo secondo premio Oscar, sempre come attore non protagonista, interpretando il pittore Paul Gauguin in Brama di vivere (1956) di Vincente Minnelli, al fianco di Kirk Douglas; l'anno successivo ottenne una candidatura per l'Oscar al miglior attore grazie al ruolo di protagonista in Selvaggio è il vento (1957) di George Cukor, ove recitò accanto ad Anna Magnani. Del 1958 è la sua unica regia, I bucanieri, interpretato da Yul Brynner e Claire Bloom.
Negli anni cinquanta si specializzò in ruoli da "duro", talvolta da "macho". Alla fine del decennio non nascondeva la sua età: fisico non più scolpito, capelli ingrigiti, la sua voce prima calda e vigorosa divenne roca ma altrettanto affascinante. Il suo nuovo aspetto lo rese però ancor più credibile in ruoli sempre da duro, come l'ex-colonnello e combattente per la libertà greca Andrea Stavrou ne I cannoni di Navarone (1961) di J. Lee Thompson, l'ex-boxeur Louis 'Mountain' Rivera in Una faccia piena di pugni (1962) di Ralph Nelson, il beduino Awda Abū Tayy in Lawrence d'Arabia (1962) di David Lean. Il successo di Zorba il greco di Michael Cacoyannis nel 1964 fu il punto più alto della sua carriera durante gli anni sessanta e gli fruttò un'altra candidatura all'Oscar. Nello stesso anno recitò con Gregory Peck e Omar Sharif in ...e venne il giorno della vendetta di Fred Zinnemann, e duettò con Ingrid Bergman in La vendetta della signora di Bernhard Wicki, con la quale tornerà a recitare in Passeggiata sotto la pioggia di primavera (1970) di Guy Green.
Il cliché dell'uomo tutto d'un pezzo al limite della spietatezza era destinato ad accompagnarlo ancora in personaggi quali il colonnello Laperguy in Né onore né gloria (1966) di Mark Robson (film controverso sulle guerre coloniali francesi, Indocina e Algeria), ma col finire del decennio la sua forza interpretativa perse vigore, i successi diminuirono e apparve prevalentemente in serie televisive. In quegli anni prese parte, comunque, a film importanti, come La 25ª ora (1967) di Henri Verneuil, L'uomo venuto dal Kremlino (1968) di Michael Anderson, nonché Il segreto di Santa Vittoria (1969) e R.P.M. Rivoluzione per minuto (1970), entrambi diretti da Stanley Kramer. Nel 1980 partecipò al film Il leone del deserto di Mustafa Akkad, accanto a Irene Papas, Oliver Reed, Rod Steiger e John Gielgud, in cui interpretò la figura del capo beduino Omar al-Mukhtar, che combatté le truppe di Mussolini nel deserto della Libia; il film, finanziato da Muʿammar Gheddafi, fu ai tempi censurato con decreto del Ministero dei beni culturali impedendone la distribuzione in Italia, in quanto ritenuto "lesivo all'onore dell'esercito italiano". Motivo per cui in Italia verrà trasmesso in televisione solo nel 2009 a distanza di quasi trent'anni. Nel 1983 rivisitò il suo personaggio più famoso recitando in una versione musical di Zorba, che a Broadway rimase in cartellone per 362 spettacoli.
Nel 1994 interpretò Zeus nella serie per la TV Hercules; la sua carriera cinematografica era ormai ad una stasi, pur apparendo in film come Jungle Fever (1991) di Spike Lee, Last Action Hero (1993) di John McTiernan, e Il profumo del mosto selvatico (1995) di Alfonso Arau. Poche settimane dopo la sua ultima interpretazione in Avenging Angelo (uscito postumo nel 2002), Anthony Quinn morì all'età di 86 anni, per una crisi respiratoria causata da un cancro alla gola, a Bristol (Rhode Island), dove aveva trascorso l'ultima parte della sua vita. È sepolto nella cripta di famiglia Quinn Family Estate, a Bristol.

### Altri interessi
Quinn, che fu studente ed amico di Frank Lloyd Wright, nel suo tempo libero continuò a dipingere e scolpire, giungendo ad essere un artista apprezzato, che trasmise la passione al figlio Lorenzo. Scrisse, da solo e in collaborazione, due memorie: Il peccato originale (1972) e One Man Tango (1997); nell'ultimo, Quinn è sincero e apologetico su alcuni dei momenti più bui del suo passato.

## Vita privata

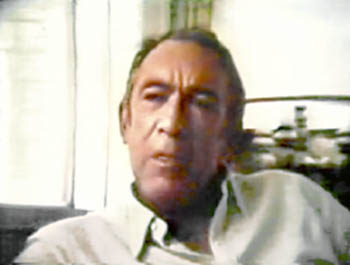
Anthony Quinn nel film The Voice of La Raza (1972)

Nella vita privata, Quinn si dimostrò tanto vigoroso e passionale quanto è sempre apparso sullo schermo: ebbe in tutto ben 12 figli da 4 donne diverse. Nel 1965 divorziò dalla prima moglie Katherine DeMille, da cui aveva avuto cinque figli: Christopher (morto nel 1941 a 2 anni), Christina (1941), Catalina (1942), Duncan (1945) e Valentina (1952).
Nel 1966 si sposò con la costumista italiana Jolanda Addolori, dalla quale ebbe tre figli: Francesco (morto nel 2011 a 48 anni per un infarto), Danny (1964) e Lorenzo (1966, noto scultore). Il loro fu un matrimonio burrascoso. Dal 1971 al 1985 ebbe infatti una prima relazione extraconiugale con Friedel Dunbard, da cui nacquero Sean (1973) e Alex (1976). Il matrimonio si spezzò definitivamente nel 1993, allorché Quinn avviò una relazione con la sua segretaria Kathy Benvin, che gli diede una figlia, Antonia; nel 1996 i due ebbero un secondo figlio, Ryan, e si sposarono nel 1997, dopo il divorzio di Quinn dalla Addolori.

## Filmografia

### Cinema

Anthony Quinn con Ingrid Bergman in una scena del film La vendetta della signora (1964)

Anthony Quinn con Adriano Celentano in Bluff - Storia di truffe e di imbroglioni (1976)

- La via lattea (The Milky Way), regia di Leo McCarey (1936)
- Parole!, regia di Lew Landers (1936)
- Sworn Enemy, regia di Edwin L. Marin (1936)
- La conquista del West (The Plainsman), regia di Cecil B. DeMille (1936)
- Night Waitress, regia di Lew Landers (1936)
- Swing High, Swing Low, regia di Mitchell Leisen (1937)
- Waikiki Wedding, regia di Frank Tuttle (1937)
- Under Strange Flags, regia di Irvin Willat (1937)
- The Last Train from Madrid, regia di James P. Hogan (1937)
- Partners in Crime, regia di Ralph Murphy (1937)
- La figlia di Shanghai (Daughter of Shanghai), regia di Robert Florey (1937)
- I filibustieri (The Buccaneer ), regia di Cecil B. DeMille (1938)
- Dangerous to Know, regia di Robert Florey (1938)
- Tip-Off Girls, regia di Louis King (1938)
- Hunted Men, regia di Louis King (1938)
- Bulldog Drummond in Africa, regia di Louis King (1938)
- King of Alcatraz, regia di Robert Florey (1938)
- King of Chinatown, regia di Nick Grinde (1939)
- La via dei giganti (Union Pacific ), regia di Cecil B. DeMille (1939)
- Island of Lost Men, regia di Kurt Neumann (1939)
- Television Spy, regia di Edward Dmytryk (1939)
- Emergency Squad, regia di Edward Dmytryk (1940)
- Parole Fixer, regia di Robert Florey (1940)
- La danzatrice di Singapore (The Road to Singapore), regia di Victor Schertzinger (1940)
- La donna e lo spettro (The Ghost Breakers), regia di George Marshall (1940)
- La città del peccato (City for Conquest), regia di Anatole Litvak (1940)
- Texas Rangers Ride Again, regia di James P. Hogan (1940)
- Knockout, regia di William Clemens (1941)
- Thieves Fall Out, regia di Ray Enright (1941)
- Sangue e arena (Blood and Sand), regia di Rouben Mamoulian (1941)
- Bullets for O'Hara, regia di William K. Howard (1941)
- La storia del generale Custer (They Died with Their Boots On), regia di Raoul Walsh (1941)
- The Perfect Snob, regia di Ray McCarey (1941)
- I tre furfanti (Larceny, Inc.), regia di Lloyd Bacon (1942)
- Avventura al Marocco (Road to Morocco), regia di David Butler (1942)
- Il cigno nero (The Black Swan), regia di Henry King (1942)
- Alba fatale (The Ox-Bow Incident), regia di William A. Wellman (1943)
- Guadalcanal (Guadalcanal Diary), regia di Lewis Seiler (1943)
- Buffalo Bill, regia di William A. Wellman (1944)
- Ladies of Washington, regia di Louis King (1944)
- Roger Touhy, Gangster, regia di Robert Florey (1944)
- Irish Eyes Are Smiling, regia di Gregory Ratoff (1944)
- I falchi del fiume giallo (China Sky ), regia di Ray Enright (1945)
- La parata dell'impossibile (Where Do We Go from Here? ), regia di Gregory Ratoff (1945)
- Gli eroi del Pacifico (Back to Bataan ), regia di Edward Dmytryk (1945)
- Sinbad il marinaio (Sinbad the Sailor), regia di Richard Wallace (1947)
- Vecchia California (California), regia di John Farrow (1947)
- La donna di quella notte (The Imperfect Lady), regia di Lewis Allen (1947)
- Sangue indiano (Black Gold), regia di Phil Karlson (1947)
- La grande conquista (Tycoon), regia di Richard Wallace (1947)
- Fiesta d'amore e di morte (The Brave Bulls), regia di Robert Rossen (1951)
- La maschera del vendicatore (Mask of the Avenger), regia di Phil Karlson (1951)
- Viva Zapata!, regia di Elia Kazan (1952)
- Il mondo nelle mie braccia (The World in His Arms), regia di Raoul Walsh (1952)
- Salvate il re (The Brigand), regia di Phil Karlson (1952)
- Contro tutte le bandiere (Against All Flags), regia di George Sherman (1952)
- Cavalleria rusticana, regia di Carmine Gallone (1953)
- Seminole, regia di Budd Boetticher (1953)
- La città sommersa (City Beneath the Sea), regia di Budd Boetticher (1953)
- Cavalca vaquero! (Ride, Vaquero!), regia di John Farrow (1953)
- Ad est di Sumatra (East From Sumatra), regia di Budd Boetticher (1953)
- Ballata selvaggia (Blowing Wild), regia di Hugo Fregonese (1953)
- Il più comico spettacolo del mondo, regia di Mario Mattoli (1953)
- Donne proibite, regia di Giuseppe Amato (1954)
- La lunga notte (The Long Wait), regia di Victor Saville (1954)
- La strada, regia di Federico Fellini (1954)
- Ulisse, regia di Mario Camerini (1954)
- Attila, il flagello di Dio, regia di Pietro Francisci (1954)
- Il grande matador (The Magnificent Matador), regia di Budd Boetticher (1955)
- Brooklyn chiama polizia (The Naked Street), regia di Maxwell Shane (1955)
- Le sette città d'oro (Seven Cities of Gold), regia di Robert D. Webb (1955)
- Brama di vivere (Lust for Life), regia di Vincente Minnelli (1956)
- La pistola non basta (Man from Del Rio), regia di Harry Horner (1956)
- Notre Dame de Paris (Notre-Dame de Paris), regia di Jean Delannoy (1956)
- L'uomo dalla forza bruta (The Wild Party), regia di Harry Horner (1956)
- L'ultima riva (The River's Edge), regia di Allan Dwan (1957)
- L'ultima cavalcata (The Ride Back), regia di Allen H. Miner (1957)
- Selvaggio è il vento (Wild is the Wind), regia di George Cukor (1957)
- La tua pelle brucia (Hot Spell), regia di Daniel Mann (1958)
- Orchidea nera (The Black Orchid), regia di Martin Ritt (1958)
- Ultima notte a Warlock (Warlock), regia di Edward Dmytryk (1959)
- Il giorno della vendetta (Last Train from Gun Hill), regia di John Sturges (1959)
- Il diavolo in calzoncini rosa (Heller in Pink Tights), regia di George Cukor (1960)
- Ombre bianche (The Savage Innocents), regia di Nicholas Ray (1960)
- Ritratto in nero (Portrait in Black), regia di Michael Gordon (1960)
- I cannoni di Navarone (The Guns of Navarone), regia di J. Lee Thompson (1961)
- Barabba, regia di Richard Fleischer (1961)
- Una faccia piena di pugni (Requiem for a Heavyweight), regia di Ralph Nelson (1962)
- Lawrence d'Arabia (Lawrence of Arabia), regia di David Lean (1962)
- La vendetta della signora (The Visit), regia di Bernhard Wicki (1964)
- ...e venne il giorno della vendetta (Behold a Pale Horse), regia di Fred Zinnemann (1964)
- Zorba il greco (Alexis Zorbas), regia di Michael Cacoyannis (1964)
- Ciclone sulla Giamaica (A High Wind in Giamaica), regia di Alexander Mackendrick (1965)
- Le meravigliose avventure di Marco Polo (Lo scacchiere di Dio) (La fabuleuse aventure de Marco Polo), regia di Denys de La Patellière, Raoul Lévy e, co-regista, Noël Howard (1965)
- Né onore né gloria (Lost Command), regia di Mark Robson (1966)
- La 25ª ora (La Vingt-cinquième heure), regia di Henri Verneuil (1967)
- Cominciò per gioco... (The Happening), regia di Elliot Silverstein (1967)
- L'avventuriero, regia di Terence Young (1967)
- I cannoni di San Sebastian (La bataille de San Sebastian ), regia di Henri Verneuil (1968)
- Gioco perverso (The Magus), regia di Guy Green (1968)
- L'uomo venuto dal Kremlino (The Shoes of the Fisherman), regia di Michael Anderson (1968)
- Il segreto di Santa Vittoria (The Secret of Santa Vittoria), regia di Stanley Kramer (1969)
- La stirpe degli dei (A Dream of Kings), regia di Daniel Mann (1969)
- Passeggiata sotto la pioggia di primavera (A Walk in the Spring Rain), regia di Guy Green (1970)
- R.P.M. Rivoluzione per minuto (R.P.M.), regia di Stanley Kramer (1970)
- Sergente Flep indiano ribelle (Flap), regia di Carol Reed (1970)
- Rubare alla mafia è un suicidio (Across 110th Street), regia di Barry Shear (1972)
- Los amigos, regia di Paolo Cavara (1972)
- Il boss è morto (The Don is Dead), regia di Richard Fleischer (1973)
- Contratto marsigliese (The Marseille Contract), regia di Robert Parrish (1974)
- Bluff - Storia di truffe e di imbroglioni, regia di Sergio Corbucci (1976)
- Il messaggio (The Message), regia di Moustapha Akkad (1976)
- L'eredità Ferramonti, regia di Mauro Bolognini (1976)
- Uno sporco eroe (Target of an Assassin), regia di Peter Collinson (1977)
- Il magnate greco (The Greek Tycoon), regia di J. Lee Thompson (1978)
- Caravans, regia di James Fargo (1978)
- I figli di Sanchez (The Children of Sanchez), regia di Hall Bartlett (1978)
- Casablanca Passage, regia di J. Lee Thompson (1979)
- Il leone del deserto (Lion of the Desert), regia di Moustapha Akkad (1980)
- La salamandra (The Salamander), regia di Peter Zinner (1981)
- Ad alto rischio (High Risk), regia di Stewart Raffill (1981)
- Valentina, regia di Antonio José Betancor (1982)
- Regina Roma, regia di Jean-Yves Prate (1982)
- Stradivari, regia di Giacomo Battiato (1988)
- Pasión de hombre, regia di José Antonio de la Loma (1989)
- I fantasmi non possono farlo (Ghosts Can't Do It), regia di John Derek (1989)
- Revenge - Vendetta (Revenge), regia di Tony Scott (1990)
- A Star for Two, regia di Jim Kaufman (1991)
- Jungle Fever, regia di Spike Lee (1991)
- Cara mamma, mi sposo (Only the Lonely), regia di Chris Columbus (1991)
- L'impero del crimine (Mobsters), regia di Michael Karbelnikoff (1991)
- Last Action Hero - L'ultimo grande eroe (Last Action Hero), regia di John McTiernan (1993)
- Somebody to Love - Qualcuno da amare (Somebody to Love), regia di Alexandre Rockwell (1994)
- Il profumo del mosto selvatico (A Walk in the Clouds), regia di Alfonso Arau (1995)
- Seven Servants, regia di Daryush Shokof (1996)
- Il sindaco, regia di Ugo Fabrizio Giordani (1997)
- Tierra de cañones, regia di Antoni Ribas (1999)
- Oriundi, regia di Ricardo Bravo (2000)
- Avenging Angelo, regia di Martyn Burke (2002)

### Televisione
- The Philco Television Playhouse – serie TV, 1 episodio (1949)
- Pulitzer Prize Playhouse – serie TV, 1 episodio (1951)
- Somerset Maugham TV Theatre – serie TV, 1 episodio (1951)
- Lights Out – serie TV, episodio 3x24 (1951)
- The Ford Theatre Hour – serie TV, 1 episodio (1951)
- Danger – serie TV, 1 episodio (1951)
- Schlitz Playhouse of Stars – serie TV, 3 episodi (1951-1955)
- ITV Play of the Week – serie TV, 1 episodio (1956)
- The City – film TV (1971)
- Un uomo per la città (The Man and The City) – serie TV, 15 episodi (1971-1972)
- Gesù di Nazareth, regia di Franco Zeffirelli – miniserie TV, 2 episodi (1977)
- Crosscurrent – film TV (1981)
- L'isola del tesoro – miniserie TV, 5 episodi (1987)
- Onassis: l'uomo più ricco del mondo (Onassis: The Richest Man in the World) – film TV (1988)
- I Robinson (The Cosby Show) – serie TV, 1 episodio (1989)
- The Old Man and the Sea – film TV (1990)
- Un amore senza età (This Can't Be Love) – film TV (1994)
- Hercules e le donne amazzoni (Hercules and the Amazon Women) – film TV (1994)
- Hercules e il regno perduto (Hercules: The Legendary Journeys - Hercules and the Lost Kingdom) – film TV (1994)
- Hercules e il cerchio infuocato (Hercules: The Legendary Journeys - Hercules and the Circle of Fire) – film TV (1994)
- Hercules nell'inferno degli dei (Hercules in the Underworld) – film TV (1994)
- Hercules nel labirinto del Minotauro (Hercules in the Maze of the Minotaur) – film TV (1994)
- Il mago – film TV (1995)
- La noche de los castillos – serie TV, 8 episodi (1995)
- Gotti (Gotti: The Rise and Fall of a Real Life Mafia Don), regia di Robert Harmon – film TV (1996)
- Cosby – serie TV, 1 episodio (1999)
- Camino de Santiago – miniserie TV, 3 episodi (1999)

### Cortometraggi
- El asesinato de Julio César, regia di Raúl Araiza (1972)
- Freixenet 1996 (1996)

### Regia
- Pastoral – film TV (1947)
- I bucanieri (The Buccaneer) (1958)

## Riconoscimenti
- Premio Oscar
  - 1953 – Miglior attore non protagonista per Viva Zapata!
  - 1957 – Miglior attore non protagonista per Brama di vivere
  - 1958 – Candidatura al miglior attore per Selvaggio è il vento
  - 1965 – Candidatura al miglior attore per Zorba il greco

### Golden Globe
- Candidatura per il miglior attore non protagonista per Brama di vivere (1957)
- Candidatura per il miglior attore in un film drammatico per Lawrence d'Arabia (1963)
- Candidatura per il miglior attore in un film drammatico per Zorba il greco (1965)
- Candidatura per il miglior attore in un film commedia o musicale per Il segreto di Santa Vittoria (1970)

## Doppiatori italiani
Nelle versioni in italiano delle opere in cui ha recitato,Anthony Quinn è stato doppiato da:
- Glauco Onorato in Zorba il greco, La 25a ora, Sergente Flap indiano ribelle, Contratto marsigliese, Gesù di Nazareth, Il magnate greco, Revenge - Vendetta, Jungle Fever, L'impero del crimine, Gotti
- Vittorio Di Prima in Hercules e le donne amazzoni, Hercules e il regno perduto, Hercules e il cerchio di fuoco, Hercules nell'inferno degli dei e Hercules nel labirinto del Minotauro (riedizioni TV), Los amigos, I figli di Sanchez, Stradivari, Il profumo del mosto selvatico, Avenging Angelo
- Giorgio Capecchi in Avventura al Marocco, La donna di quella notte, Le sette città d'oro, Orchidea nera, Ultima notte a Warlock, Il giorno della vendetta, Il diavolo in calzoncini rosa, Ritratto in nero, Lawrence d'Arabia
- Emilio Cigoli in Sinbad il marinaio, La pistola non basta, Attila, Il grande matador, L'ultima cavalcata, La vendetta della signora, Ciclone sulla Giamaica, Le meravigliose avventure di Marco Polo (Lo scacchiere di Dio), Gioco perverso
- Mario Pisu ne La maschera del vendicatore, Cavalleria rusticana (dialoghi), Ballata selvaggia, Ulisse, Notre-Dame de Paris, I cannoni di Navarone, Una faccia piena di pugni, ...e venne il giorno della vendetta
- Cesare Polacco ne Il mondo nelle mie braccia, Contro tutte le bandiere, Seminole, La città sommersa, Ad est di Sumatra, La tua pelle brucia
- Arnoldo Foà ne La strada, Selvaggio è il vento, Ombre bianche, Barabba, L'avventuriero
- Antonio Guidi in Hercules e le donne amazzoni, Hercules e il regno perduto, Hercules e il cerchio di fuoco, Hercules nell'inferno degli dei e Hercules nel labirinto del Minotauro (edizioni VHS)
- Renato Turi ne La parata dell'impossibile, Viva Zapata! (ridoppiaggio), Rubare alla mafia è un suicidio
- Carlo Alighiero ne I cannoni di San Sebastian, Il sindaco
- Nino Pavese ne La via dei giganti, Salvate il re, L'ultima riva
- Renato Mori in Bluff - Storia di truffe e di imbroglioni, La salamandra, I Robinson
- Gualtiero De Angelis in Sangue e arena, Il cigno nero
- Bruno Persa in Cavalca vaquero!, Brama di vivere
- Corrado Gaipa ne Il segreto di Santa Vittoria, L'eredità Ferramonti
- Bruno Alessandro ne Il leone del deserto, Cara mamma, mi sposo
- Carlo D'Angelo ne L'uomo venuto dal Kremlino
- Ennio Cerlesi ne La città del peccato
- Adolfo Geri ne La storia del Generale Custer
- Alberto Sordi in Buffalo Bill
- Giulio Panicali ne Gli eroi del Pacifico
- Luigi Pavese in Viva Zapata!
- Tito Gobbi in Cavalleria rusticana (canto)
- Manlio De Angelis in Buffalo Bill (primo ridoppiaggio 1959[4])
- Sergio Graziani in Né onore né gloria
- Roberto Villa in Passeggiata sotto la pioggia di primavera
- Michele Gammino in Last Action Hero - L'ultimo grande eroe
- Giorgio Lopez ne Il cigno nero (ridoppiaggio)
- Alberto Melis in Sinbad il marinaio (ridoppiaggio)
- Giampaolo Saccarola ne La grande conquista (ridoppiaggio)